# Ken Griffey Jr.'s Slugfest
Ken Griffey Jr.'s Slugfest is een videospel dat werd ontwikkeld door Software Creations en uitgegeven door Nintendo. Het spel kwam in 1999 uit voor de Nintendo 64 en de Game Boy Color. Het spel wordt bestuurd via de gamepad.

## Platforms
- Game Boy Color (1999)
- Nintendo 64 (1999)

## Ontvangst
| Beoordeeld door       | Jaar | Platform       | Score |
| --------------------- | ---- | -------------- | ----- |
| All Game Guide        | 1999 | Game Boy Color | 90%   |
| The Video Game Critic | 2006 | Nintendo 64    | 83%   |
| IGN                   | 1999 | Nintendo 64    | 79%   |
| GameSpot              | 1999 | Nintendo 64    | 78%   |
| Daily Radar           | 1999 | Nintendo 64    | 75%   |
| Game Revolution       | 1999 | Nintendo 64    | 67%   |
| HappyPuppy            | 1999 | Nintendo 64    | 40%   |
| IGN                   | 1999 | Game Boy Color | 40%   |
| Electric Playground   | 1999 | Game Boy Color | 20%   |